# 卡略萨登萨里亚
卡略萨登萨里亚，是西班牙巴伦西亚自治区阿利坎特省的一个市镇。总面积35km2，总人口7057人（2001年），人口密度202人/km2。